# Ghymes
I Ghymes sono un gruppo folk slovacco composto da ungheresi e costituito all'Università di Nitra nel 1984.

## Formazione
- Gyula Szarka
- Tamás Szarka
- Csaba Kún
- Péter Jelasity
- András Jász
- Szabolcs Nagy
- Tamás Széll
- János Lau
- Imre Molnár
- Bori Varga

## Discografia
- 1988: Az ifjúság sólyommadár
- 1991: Ghýmes
- 1993: Üzenet (Messaggio)
- 1995: Bennünk van a kutyavér
- 1996: Tűzugrás
- 1998: Rege (Leggenda)
- 2000: Smaragdváros (Città di smeraldo)
- 2001: Üzenet (Messaggio - ultima versione)
- 2002: Héjavarázs
- 2003: Ghymes koncert
- 2004: éGHYMESe
- 2005: Csak a világ végire... (Solo al confine del mondo)
- 2006: Messzerepülő
- 2007: Mendika
- 2008: Álombálom
- 2010: Szikraszemű
- 2016: Mennyből az angyal

Altro
- 2001: A nagy mesealbum (Il grande album delle fiabe - artisti vari)
- 2002: Bakaballada (La ballata del soldato - con Hobo)
- 2003: A nagy mesealbum II. (Il grande album delle fiabe II)
- 2006: Üvegtigris 2 (Tigre di vetro 2)

di Gyula Szarka
- 2004: Alku (Affare)
- 2007: Bor és a lányka (Il vino e la ragazza)

di Tamás Szarka
- 2004: Anonymus